# Brudzew (województwo łódzkie)
Brudzew – wieś w Polsce położona w województwie łódzkim, w powiecie sieradzkim, w gminie Błaszki.
| SIMC    | Nazwa   | Rodzaj    |
| ------- | ------- | --------- |
| 1041060 | Osowiec | część wsi |

W latach 1975–1998 miejscowość administracyjnie należała do województwa sieradzkiego.